# صبحي موسى
صبحي موسي (مواليد 1972)، هو كاتب و شاعر و روائى مصري، كتب أكثر من ديوان شعرى مثل صمت الكهنة، وحمامة بيضاء، وقصائد الغرف، ورواية أساطير رجل الثلاثاء، والموريسكي الأخير.

## كتب
| الاسم                                                      | دار النشر                    | تاريخ النشر | عدد الصفحات | ردمك ISBN              | المصدر |
| ---------------------------------------------------------- | ---------------------------- | ----------- | ----------- | ---------------------- | ------ |
| حمامة بيضاء                                                | دار ميريت للنشر              | 2005        | 119         |                        | [ 2 ]  |
| المؤلف                                                     | الدار للنشر و التوزيع        | 2008        | 116         |                        | [ 3 ]  |
| أساطير رجل الثلاثاء                                        | الهيئة المصرية العامة للكتاب | 2013        | 386         | (ردمك 139789774482021) | [ 4 ]  |
| صمت الكهنة                                                 | سما للنشر والتوزيع           | 2014        | 128         | (ردمك 9789776451728)   | [ 5 ]  |
| الموريسكي الأخير                                           | الدار المصرية اللبنانية      | 2015        | 581         | (ردمك 9789774279737)   | [ 6 ]  |
| ثقافة الميكروباص.. مجلة الثقافة الجديدة عدد 297 يونيو 2015 | الهيئة العامة لقصور الثقافة  | 2015        | 64          |                        | [ 7 ]  |
| نقطة نظام                                                  | الدار المصرية اللبنانية      | 2017        | 202         | (ردمك 9789777951142)   | [ 8 ]  |
| صلاة خاصة                                                  | الهيئة المصرية العامة للكتاب | 2019        | 556         | (ردمك 9789779122526)   | [ 9 ]  |

صبحى موسى شاعر وروائى صدرت له خمس

## مجموعات شعرية
صدر لصبحي موسي 5 مجموعات شعرية، وهي:
| الاسم                | دار النشر                   | تاريخ النشر | عدد الصفحات | المصدر |
| -------------------- | --------------------------- | ----------- | ----------- | ------ |
| يرفرف بجانبها وحده   |                             | 1998        |             |        |
| قصائد الغرفة المغلقة | الهيئة العامة لقصور الثقافة | 2001        | 72          | [ 11 ] |
| هانيبال              |                             | 2001        |             |        |
| لهذا أرحل            |                             | 2006        |             |        |
| في وداع المحبة       | دار الحضارة للنشر           | 2010        | 130         | [ 12 ] |